# Митридат (противоядие)

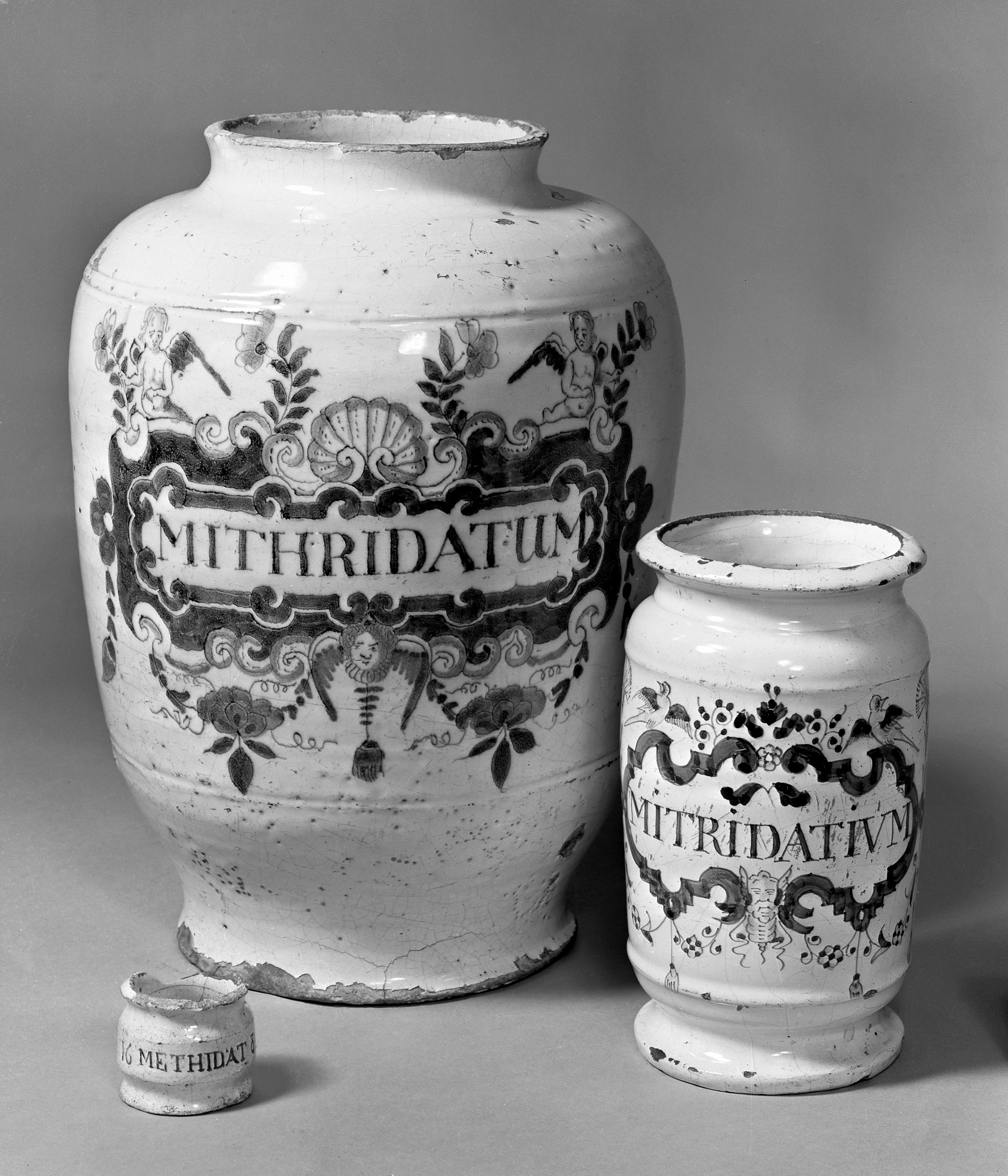
Тара для митридата

Митридат (лат. mithridate, также mithridatium, mithridatum, mithridaticum) — смесь из 65 ингредиентов, якобы созданная Митридатом VI Евпатором в I веке до н. э. и якобы служащая противоядием. Было одним из самых сложных и желанных для получения лекарств на протяжении Средневековья и эпохи Возрождения, особенно в Италии и Франции, где его поиск продолжался на протяжении нескольких веков.
Митридат берёт название от своего изобретателя, Митридата VI Евпатора, тело которого, по сказаниям, было так сильно укреплёно антидотами от действия ядов, что когда он попытался убить себя, то попросту не смог найти яд, который бы на него подействовал, и попросил своего солдата проткнуть его мечом. Рецепт этого противоядия был найден в комнате Митридата, написанный его собственной рукой, а затем перемещён в Рим Помпеем. Рецепт был переведён на латынь вольноотпущенником Помпея, Ленаэусом, в дальнейшем дополнен Андромахом, лекарем Нерона, а также Галеном, лекарем Марка Аврелия. Вероятно, рецепт митридата претерпел значительные изменения с момента своего создания.
В Средние века митридат также использовался как часть средств для предотвращения угроз от чумы. Согласно Саймону Келлвею (1593), следует «взять большую луковицу, сделать отверстие в середине и заполнить его митридатом или териаком, а также добавить листья руты». До 1786 года врачи в Лондоне могли официально назначить митридат в качестве лекарства. По словам историка Кристофера Хилла, Оливер Кромвель принимал значительные дозы митридата в качестве меры предосторожности против возможной чумы и обнаружил, что митридат излечил акне.

## Начало
Отец Митридата VI был отравлен по приказу его матери. После этого мать Митридата приняла регентство, пока наследник не достигнет нужного возраста. Митридат соперничал за право на трон со своим братом, который был любимым сыном матери Митридата. Предположительно в юности он начал подозревать о ведении возможных заговоров матери против него и вероятной связи между матерью и смертью отца. Он, скорее всего, начал замечать боли во время принятия еды и подозревал, что его мать приказала добавлять немного яда в его пищу, подрывая его здоровье, но не пытаясь убить его. После других попыток его убить Митридат бежал в Малую Армению. В своём изгнании он начал употреблять малые дозы природных ядов и смешивать их, пытаясь получить средство, которое смогло бы сделать его иммунным к многим видам яда.
В соответствии с большинством медицинских практик его эпохи, работа над созданием противоядия включала в себя и религиозную составляющую, под руководством агари, или Скифских шаманов, которые никогда его не покидали.

## Формула
Авл Корнелий Цельс подробно описывает одну из версий противоядия в своём медицинском трактате De Medicina (около 30 года н. э.). Последний перевод гласит: «Но самым известным противоядием является то, что царь Митридат ежедневно принимал и что обеспечивало его тело защитой от яда». Содержит:
- пижма, 1—66 граммов
- аир, 20 г
- зверобой, 8 г
- камедь, 8 г
- сагапенум, 8 г
- сок акации, 8 г
- иллирийский ирис (вероятно iris germanica)
- кардамон, 8 г
- анис, 12 г
- галльский нард (valeriana italica), 16 г
- корень горечавки, 16 г
- высушенные лепестки розы, 16 г
- слёзы мака (Papaver rhoeas, дикий мак с низким содержанием опиатов), 17 г
- петрушка, 17 г
- кассия, 20—66 г
- камнеломка, 20-66 грамм
- головолом, 20—66 г
- перец длинный, 20-66 г
- стиракс, 21 г
- кастореум, 24 г
- ладан, 24 г
- сок подладанника, 24 г
- мирра, 24 г
- опопанакс (растение), 24 г
- листья малабатрума, 24 г
- цветок ситника развесистого, 24—66 г
- скипидарная смола, 24—66 г
- гальбан, 24—66 г
- семена критской моркови, 24—66 г
- нард, 25 г
- опопанакс (смола), 25 г
- пастушья сумка, 25 г
- корень ревеня волнистого
- шафран, 29 г
- имбирь, 29 г
- корица, 29 г

Затем ингредиенты «измельчают и добавляют мёд. От отравления берётся кусочек размером с миндаль и принимается с вином. В других случаях достаточно количества, соответствующего размеру египетского боба». Из всех этих ингредиентов иллирийский ирис, опьяняющий плевел и ревень волнистый обычно не встречались в других версиях противоядия. Однако формулировка Цельса, написанная спустя 100 лет после смерти Митридата, была одной из первых опубликованных. Гален назвал противоядие «териак» и представил версии Элия (использовалась Юлием Цезарем), Андромаха (лекаря Нерона), Антипатра, Никострата и Демократеса. Формула Андромаха очень похожа на формулу Цельса.
Производство антидотов, называемых митридатом или териаком, продолжалось в 19 веке. Эфраим Чамберс в своей Циклопедии 1728 года написал, что «Митридат является одним из основных лекарств в аптеках, состоящий из огромного количества веществ, таких как опиум, мирра, пластинчатые грибы, шафран, имбирь, корица, нард, ладан, клещевина, перец, горечавка и другие». Пьетро Андреа Матиолли считал его более эффективным против ядов, нежели венецианский териак, а также более простым в изготовлении. Поздние версии противоядия включают в себя сухую кровь, либо же высушенное мясо ящериц или змей и малабатрум.

## Критика
Плиний (Естественная история, XXIX.24-25, около 77 года н. э.) был скептически настроен по отношению к митридату и другим подобным териакам с их многочисленными ингредиентами:
Митридат состоит из 54 ингредиентов, и ни один из них не имеет одинакового веса, в то время как некоторым из них предписана 1/60 часть одного динария. Какой из богов, во имя Истины, установил все эти абсурдные пропорции? Ни один человеческий мозг не может быть настолько точным. Это просто показной парад искусства и повод похвастаться наукой.